# 布盧利克 (印地安納州)
布盧利克（英語：Blue Lick）是位於美國印地安納州克拉克縣的一個非建制地區。該地的面積和人口皆未知。

## 地理
布盧利克的座標為38°30′30″N 85°48′17″W / 38.50833°N 85.80472°W，而該地的平均海拔高度為162米（即531英尺）。